# Pawonków
Pawonków is een dorp in het Poolse woiwodschap Silezië, in het district Lubliniecki. De plaats maakt deel uit van de gemeente Pawonków.

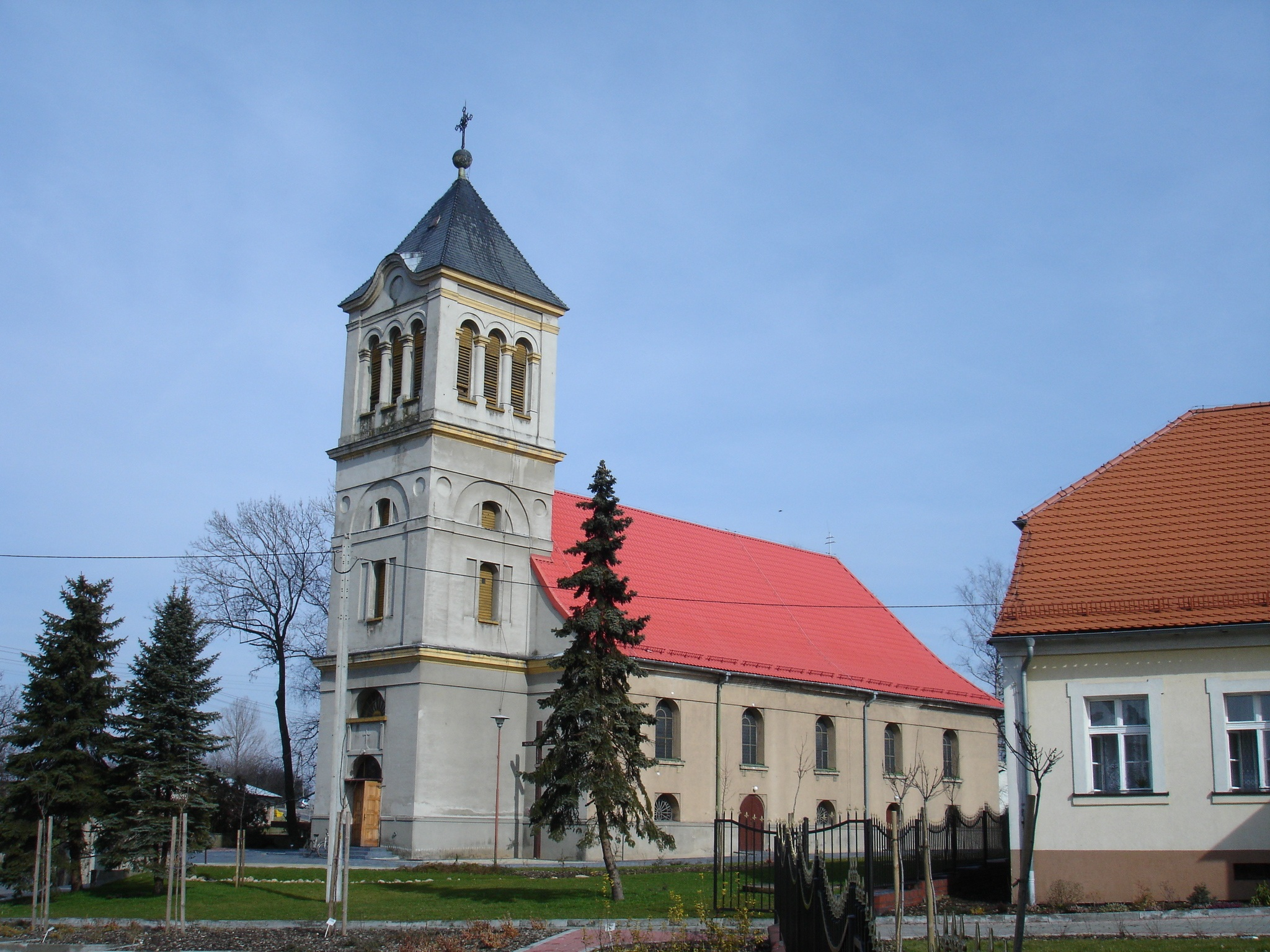
kościół w Pawonkowie